# Het Vliet (meer)
Het Vliet (Fries en officieel: It Fliet) is een meer in de gemeente Súdwest-Fryslân (tot 2010 Wymbritseradeel). Het meer ligt ten zuiden van Blauwhuis. Aan de noordkant van het meer loopt een vaart naar Blauwhuis en Greonterp. Aan de zuidkant staat het meer in verbinding met het Sipkemeer en de Oudegaasterbrekken.
In het midden ligt een klein eiland. Aan de zuidelijke oever is een zeilschool: Vinea Blauhústerpôle